# Grzawa
Grzawa (pierwotnie Rdzawa; niem. Heinwald) – wieś w Polsce położona w województwie śląskim, w powiecie pszczyńskim, w gminie Miedźna.

## Nazwa
Grzawa jest jedyną w Polsce miejscowością o takiej nazwie. Gdyby w przeszłości jej pisownia nie przechodziła różnych przeinaczeń, dziś wioska zwałaby się zapewne Rdzawą (1563, a także 1524, 1568, 1598, później Grdzawa – 1444, 1772, 1790, Rzawa rok 1517, Gzawa rok 1536, Grdziawa rok 1636, także 1721). Ongiś było to określenie koloru wody zabarwionej związkami żelaza. Rdzawką zwano również trzęsawiska ("bażoły") z rdzawą wodą. Trudną grupę spółgłoskową "rdz" zapisywano dawniej różnie, co doprowadziło do obecnej formy, mylnie kojarzonej ze słowem "grzać".

## Historia
W dokumencie sprzedaży dóbr pszczyńskich wystawionym przez Kazimierza II cieszyńskiego w języku czeskim we Frysztacie w dniu 21 lutego 1517 roku wieś została wymieniona jako Rzawa. 
W latach 1975–1998 miejscowość administracyjnie należała do województwa katowickiego.

## Zabytki
Kościół p. w. św. Jana Chrzciciela. Zbudowany na początku XVI wieku, drewniany, konstrukcji zrębowej, z wieżą o konstrukcji słupowej. Jest najstarszą na ziemi pszczyńskiej zabytkową, drewnianą świątynią katolicką.

## Osobistości
W Grzawie urodzili się:
- Jan Kędzior – śląski działacz społeczny i polityczny,
- bp Walenty Wojciech i jego brat Antoni.
- ks. Walenty Waloszek – salezjanin, więzień KL Auschwitz i KL Dachau